# طلال الفايز
طلال بن فندي بن عباس الفايز (ق.  1835 – 1909) كان بكلريكًا من عائلة الفايز القوية. كان من زعماء قبيلة بني صخر من عام 1891 حتى وفاته عام 1909 م.

## خلافة السلطة في عام 1891
من المرجح أن خلافة طلال لقيادة مشيخة بني صخر كانت انتقالًا سهلاً ومقبولًا، حيث كان أبناء شقيقه وخليفته، سطام بن فندي، يُعتبرون صغارًا جدًا وغير متمرسين لهذا الدور. كما حظي طلال بدعم العثمانيين لهذا الدور، وحظي بدعم كبير من عام 1891 حتى عام 1906 م.

## العلاقات مع العثمانيين
كان لطلال عمومًا علاقات ممتازة مع الدولة العثمانية وولاية دمشق. في عام 1893، دُعي طلال وابن سطام الأكبر فايز إلى القسطنطينية للمصالحة بعد أن تنازع فايز مع عمه على الزعامة. وقد نجح العثمانيون في المصالحة، وعاد طلال إلى قبيلته بلقب باشا وأعلى رتبة حصل عليها أحد أفراد العائلة من العثمانيين وهي بكلريك (الأمير الأعظم)، وهي مماثلة في هيبتها للقب الملك الذي كان يحمله والده فندي بن عباس. استمرت هذه العلاقات الودية حتى عام 1906 م.

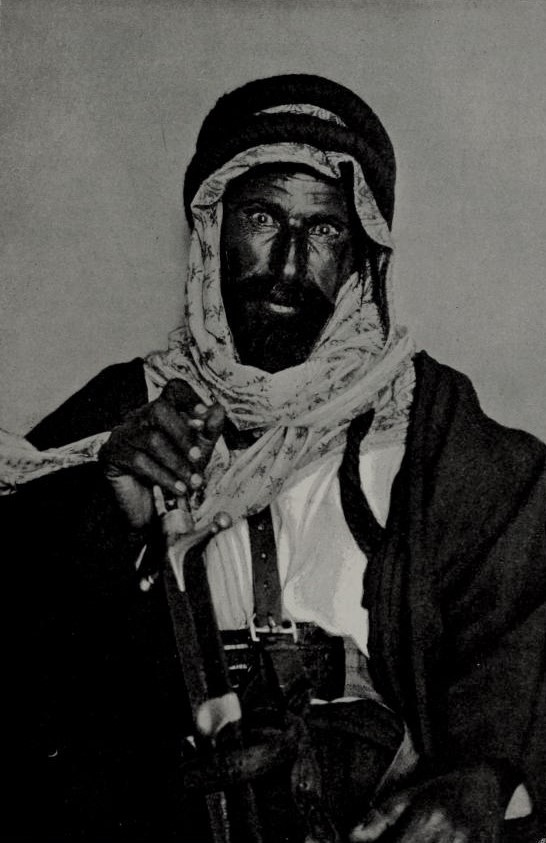
الفايز، 1907.

في عام 1906، ارتفعت حدة التوترات بين طلال والعثمانيين عندما شعر طلال بالتهديد بسبب إنشاء خط السكة الحديدية بين دمشق والحجاز إذ كان العمل حُماةً لقوافل الحج مصدرًا قيمًا للدخل لكل من طلال وشعبه، ولن يكون لهم أي دخل آخر. ذهب طلال إلى دمشق للاحتجاج على السكة الحديدية، ووافقت الحكومة على استمرار دفع تكاليف حماية القافلة من خلال تحويل المسؤولية ببساطة إلى حماية السكة الحديدية. ومع ذلك، عندما اكتمل بناء السكة الحديدية في عام 1908، امتنع العثمانيون عن تقديم الإعانات والمدفوعات الموعودة وراتبه باعتباره باشا وبكلريك.
وفي أوائل عام 1909، دعاه الحاكم شكري باشا إلى دمشق للمصالحة، لكن ثورة الشباب الأتراك لم تترك للحاكم أي تعليمات بشأن ما يجب فعله في هذا الوضع.

## الوفاة
وفي طريق عودته من دمشق، قيل إن طلال تعرض للتسميم على يد العثمانيين. تُوفي في دمشق ودُفن في حي الشاغور القديم الشهير بدمشق. وخلفه ابن أخيه فواز بن سطام الفايز.

## طالع أيضًا
- فندي الفايز
- سطام الفايز
- الفايز